# Let It Rain
〈Let It Rain〉는 영국의 록 음악가 에릭 클랩튼과 보니 브램릿이 작사/작곡과 발표한 곡이자 싱글로, 1970년 데뷔 스튜디오 음반 《Eric Clapton》에 수록된다. 이 곡은 이 음반에서 발매된 세 번째이자 마지막 싱글이다.
클랩튼의 〈Strange Brew〉처럼 이 곡은 원래 다른 가사와 함께 녹음되었다. 〈She Rides〉라는 제목의 오리지널 버전은 음반의 확장판에 수록되어 있다.